# Neosebastes thetidis
Espèce
Neosebastes thetidis est une espèce de poissons de la famille des Scorpaenidae.

## Distribution
Neosebastes thetidis est présent le long des côtes sud de l'Australie et des côtes nord de la Nouvelle-Zélande.

## Description
Le corps est brun rouge avec de larges taches sombres sur les flancs sous les nageoires dorsales. Les nageoires pectorales sont particulièrement développées. Les rayons épineux des nageoires dorsale, anale et ventrale sont reliés à leur base à des glandes à venin et sont capables d'infliger des blessures douloureuses.

## Alimentation
Neosebastes thetidis se nourrit de poissons, de calmars, de petites crustacés et de vers polychètes.